# Ижевский уезд
Иже́вский уе́зд — административно-территориальная единица Вотской АО с 1921 по 1929 год.
До 1921 года большая часть территории уезда входила в состав Сарапульского уезда Вятской губернии. В 1921 году в связи с образованием национальных автономий Сарапульский уезд был разделен на части: северо-западные волости отошли в Ижевский уезд Вотской АО, северные — в Дебёсский уезд, юго-западные — в Агрызский кантон Татарской Республики, а остальные сформировали Сарапульский уезд Пермской губернии.

## История
Из Сарапульского уезда в Ижевский вошло 17 волостей: Большенорьинская, Большепургинская, Бурановская, Дебёсская, Завьяловская, Зюзинская, Кыйлудская, Люкская, Малопургинская, Нылги-Жикьинская, Советская, Сосновская, Тортымская, Чутырская, Шарканская, Ягульская и Якшур-Бодьинская. Из Малмыжского уезда бывшей Вятской губернии — 11 волостей: Вавожская, Водзимонская, Копкинская, Новомултанская, Селтинская, Сям-Можгинская, Уватуклинская, Узинская, Халдинская, Христорождественская и Чеканская, а из Елабужского уезда бывшей Вятской губернии — Ильинская волость.
8 декабря 1921 года из Ижевского уезда в Дебёсский были переданы Большепургинская, Дебёсская, Зюзинская, Сосновская, Тортымская, Чутырская и Шарканская волости, а в Селтинский уезд — Копкинская, Новомултанская, Селтинская. Сям-Можгинская, Уватуклинская, Узинская, Халдинская и Христорождественская волости.
26 ноября 1923 года упраздняется Дебёсский, а 28 июля 1924 года — Селтинский уезды Вотской АО, их территория распределяется между оставшимися уездами. Происходит размен территориями с Можгинским уездом и укрупнение волостей. Начиная с 1924 года состав уезда оставался неизменным.
28 июля 1924 года к Ижевскому уезду были присоединены Копкинская, Новомултанская и Селтинская волости упразднённого Селтинского уезда. Были упразднены Больше-Нырьинская (селения Архангельский, Барановский, Брагино, Горбуново, Нардыг, Никольский 2, хутор при починке Сотенном, Романовский, Семеновский, Сизяшур-Абдес и Сотенный были переданы в Нылги-Жикьинскую волость, селения Барановская, Виль-Капуста, Женвай Верхний, Женвай Старый, Ивановская, Капустинская,Кобылино, Кулай-Норья, Микрюково, Норья Большая, Орловский, Пивоваровская, Пислеги, Покровская, Постол Верхний Заречная часть, Постол Верхний Нагорная часть, Постол Средний, Постол Старый, Сельшур-Норья, Сизяшур-Норья, Токаревский, Троицкая, Успенская, Хуторки села Норьи и Якшур-Норья — в Советскую волость), Кыйлудская (территория передана в Нылги-Жикьинскую волость), Люкская (территория передана в Советскую волость), Малопургинская (селение Юспиан было передано в Бурановскую волость, селения Абдульменево, Алганча-Игра, Багряш-Бигра, Бодья Малая, Быков,Гожня, Игринский, Каймашур, Кечур, Курегово, Курчум-Норья, Миндерово, Лесопилка №1 и Кордон, Мельница №1, Мельница№2 при деревне Курчум-Норья, Мельница №3 при Миндереве, Мельница №4 при Малой Бодье,), Чеканская (территория передана в Новомултанскую волость), Ягульская (территория передана в Завьяловскую волость) волости. К Вавожской волости были присоединены селения Высокий Ключ, Гурзелунд-Чунча,Дубовка, Кильцем-Можга, Пекшур, Рябово,Силья, Скалгурт Большой, Скалгурт Малый,Тимошур-Чунча, Уватукля и Чунча Старая Уватуклинской волости упразднённого Селтинского уезда, к Новомултанской волости были присоединены Сям-Можгинская волость, селения Асан, Будземшур, Возеншур, Итчи-Вамья, Карашур, Каркалай Большой, Каркалай Малый, Кейсишур-Тукля, Ключ Белый, Комяково, Кырсашур, Паньтюхинская, Папи, Поршур-Тукля, Пуровай, Тукля Вотская Нижняя, Тукля Русская Нижняя, Тукля Старая, Узей-Тукля, Ураково, Федулово, Чабишур, Чердюк, Шушмо, Юсь Вотский, Юсь Русский и Яська Уватуклинской волости упразднённого Селтинского уезда, к Нылги-Жикьинской волости были присоединены селения Вытчан-Сырьез, Кузнецов, Пычас Русский, Уленвай Вотский и Уленвай Вотский Александровской волости Можгинского уезда, к Селтинской волости были присоединены селения Агаповцы, Аксеновцы, Боровые, Валамазский завод, Валамаз Малый Валамаз Нагорный, Валамаз Подгорный, Валамазская мельница, Валамазский выселок, Валамазский хутор, Елисеевцы, Лаптевшино, Никишата, Острый Мыс, Поверочный Полом, Разыграй и Шишинский кордон упразднённой Валамазской волости, Халтинская волость упразднённого Селтинского уезда.
В 1926 году в СССР начинается районирование (замена уездно-волостной структуры на районную), постепенно части уезда передаются новым районам. Окончательно уезд был ликвидирован 15 июля 1929 году, его разделили на семь районов — Ижевский, Малопургинский, Новомултанский, Нылги-Жикьинский, Селтинский, Шарканский, Якшур-Бодьинский. Одновременно город Ижевск получил статус города областного подчинения.

## Административно-территориальное деление
По состоянию на 1926 год включал 12 волостей, 68 сельсоветов, 1048 селений, 37675 дворов, 1 город. Площадь уезда составляла 6402 км². Население всего — 267868, в том числе: городское — 55895, сельское — 211873.
| Волость          | Центр        | Площадь в км² | Население | Сельсоветов | Селений | Дворов |
| ---------------- | ------------ | ------------- | --------- | ----------- | ------- | ------ |
| Бурановская      | Бураново     | 438           | 10860     | 4           | 37      | 2223   |
| Завьяловская     | Завьялово    | 559           | 17116     | 5           | 58      | 3213   |
| Копкинская       | Копки        | 194           | 6208      | 3           | 38      | 1018   |
| Ново-Мултанская  | Новый Мултан | 725           | 24139     | 8           | 141     | 4035   |
| Нылга-Жикьинская | Нылга-Жикья  | 602           | 22157     | 7           | 42      | 4149   |
| Селтинская       | Селты        | 474           | 16162     | 5           | 91      | 2757   |
| Советская        | Лудорвай     | 817           | 26508     | 8           | 149     | 5269   |
| Сосновская       | Сосновка     | 439           | 14034     | 4           | 65      | 2313   |
| Старо-Зятцевская | Старые Зятцы | 530           | 18811     | 6           | 98      | 3233   |
| Тыловайская      | Тыловай      | 478           | 16350     | 5           | 81      | 2791   |
| Шарканская       | Шаркан       | 647           | 20801     | 6           | 88      | 3575   |
| Якшур-Бодьинская | Якшур-Бодья  | 469           | 18524     | 7           | 100     | 3099   |
| Уезд в целом     | Ижевск       | 6402          | 267868    | 68          | 1048    | 37675  |